# Rhynchosauria
Die Rhynchosauria sind eine ausgestorbene Gruppe pflanzenfressender Reptilien aus der Trias. Sie wurden unter anderem in Europa, Nordamerika, Brasilien, Indien sowie Ost- und Südafrika gefunden.

## Merkmale
Die plumpen, kurzbeinigen Tiere waren durch eine reduzierte Bezahnung im vorderen und durch Zahnplatten im hinteren Kiefer gekennzeichnet. Das Zwischenkieferbein, der vorderste Knochen im Oberkiefer, war zahnlos und bildete einen hakenförmigen, überstehenden „Schnabel“. Im hinteren Kieferbereich saßen die Einzelzähne auf großen Knochenplatten. Die abgenutzten Zähne des Vorderrands wurden durch neu am Hinterrand der Knochenplatte gebildete Zähne ersetzt.
Im Laufe der Evolution wurde der Schädel der Rhynchosauria immer breiter und ist bei den späten Formen breiter als lang. Die ursprüngliche obere Temporalöffnung der Diapsiden erweiterten sich bei den Rhynchosauriern enorm, um den großen Adduktoren der Kiefermuskulatur Platz zu bieten. Die größten Rhynchosauria erreichten Längen bis 2,5 Metern.

## Stammesgeschichte
Die ersten Rhynchosauria, die Gattungen Rhynchosaurus, Mesosuchus und Howesia, erschienen in der Untertrias. Bei diesen Formen trägt der Zwischenkieferknochen noch einige Zähne. Spätere Gattungen verloren diese Zähne, der Kopf wurde zunehmend breiter, die Tiere größer.
In der Mitteltrias gehörten die Rhynchosauria zu den häufigsten größeren Landwirbeltieren in Südamerika, Indien und Ostafrika. In der Obertrias blieben nur noch wenige, eng miteinander verwandte Gattungen übrig (darunter Scaphonyx, Paradapedon und Hyperodapedon).
Am Ende der Trias starb die Gruppe aus.

## Systematik
Die Rhynchosauria wurden früher wegen einer oberflächlichen Ähnlichkeit in der Schädelanatomie und der Bezahnung zusammen mit den (heute so genannten) Sphenodontia (Brückenechsen und ausgestorbene Verwandte) als Rhynchocephalia zu den Schuppenechsen (Lepidosauria) gestellt.
Später erkannte man, dass die Schädelanatomie nur bei primitiven Merkmalen Gemeinsamkeiten aufweist und die Bezahnung sich deutlich unterscheidet. Heute stellt man sie in die Stammlinie der Archosauria zu den Archosauromorpha.

### Gattungen
Es folgt eine Gattungsliste nach Benton und Hone (2008) und Langer et al. (2010):
- Mesosuchus
- Howesia
- Stenaulorhynchus
- Rhynchosaurus
- Ammorhynchus
- Teyumbaita
- Hyperodapedon
- Bentonyx
- Fodonyx
- Isalorhynchus
- Mesodapedon (vermutlich Synonym von Stenaulorhynchus)[3]
- Paradapedon (vermutlich Synonym von Hyperodapedon)
- Scarphonyx (vermutlich Synonym von Hyperodapedon)